# Puigverd d’Agramunt
Puigverd d’Agramunt (spanisch Puigvert de Agramunt) ist eine katalanische Gemeinde (Municipio) mit 240 Einwohnern (Stand: 2024) in der Provinz Lleida im Nordosten Spaniens. Sie ist Teil der Comarca Urgell. 

## Lage
Puigverd d’Agramunt liegt etwa 48 Kilometer ostsüdöstlich von Lleida in einer Höhe von ca. 365 m. 

## Einwohnerentwicklung
| 1900 | 1930 | 1950 | 1970 | 1981 | 1991 | 2001 | 2011 | 2021 |
| ---- | ---- | ---- | ---- | ---- | ---- | ---- | ---- | ---- |
| 551  | 463  | 403  | 310  | 252  | 252  | 245  | 281  | 230  |

## Sehenswürdigkeiten
- Burganlage von Puigverd d’Agramunt
- Peterskirche
- Michaeliskapelle

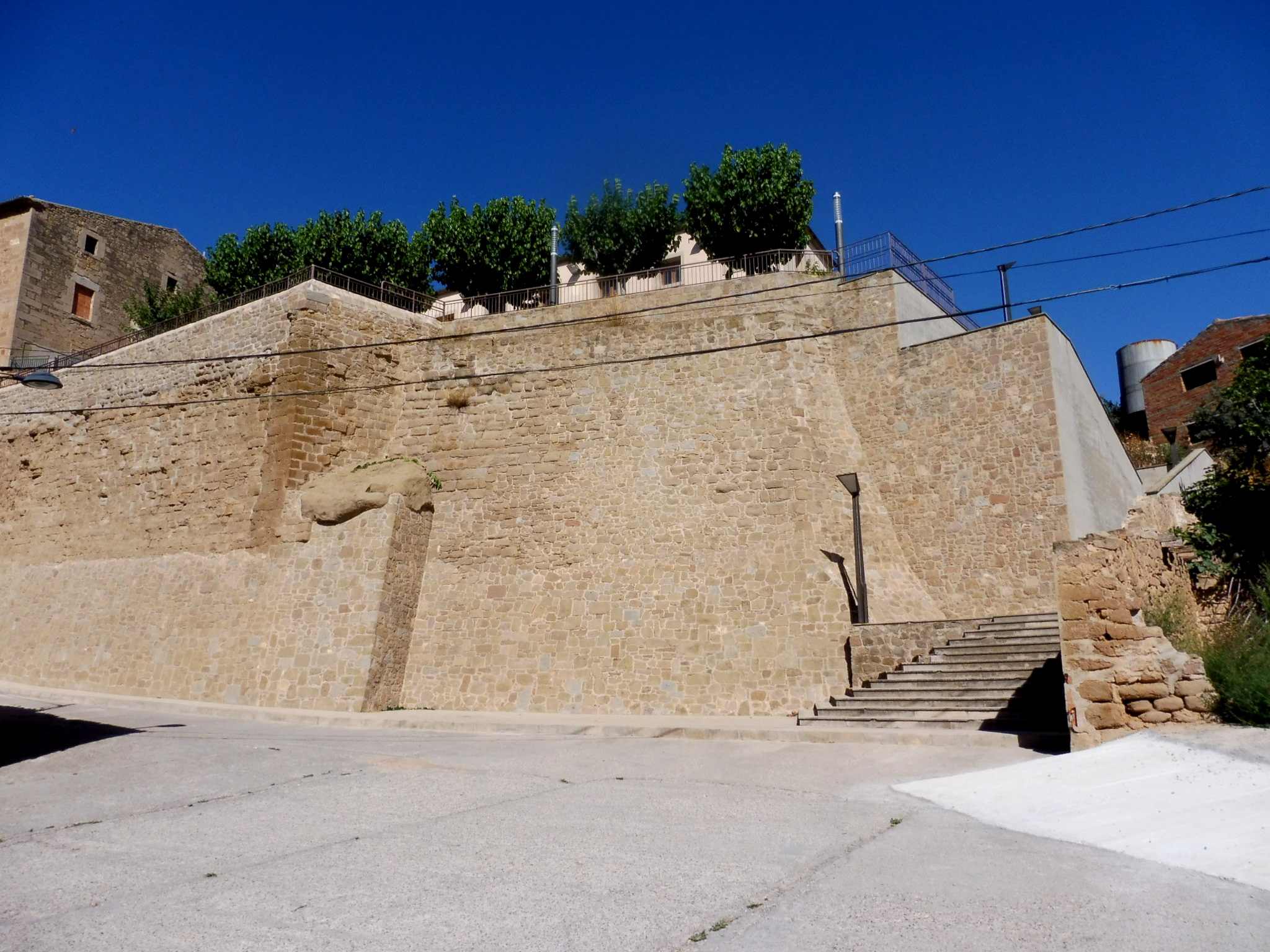
Burganlage
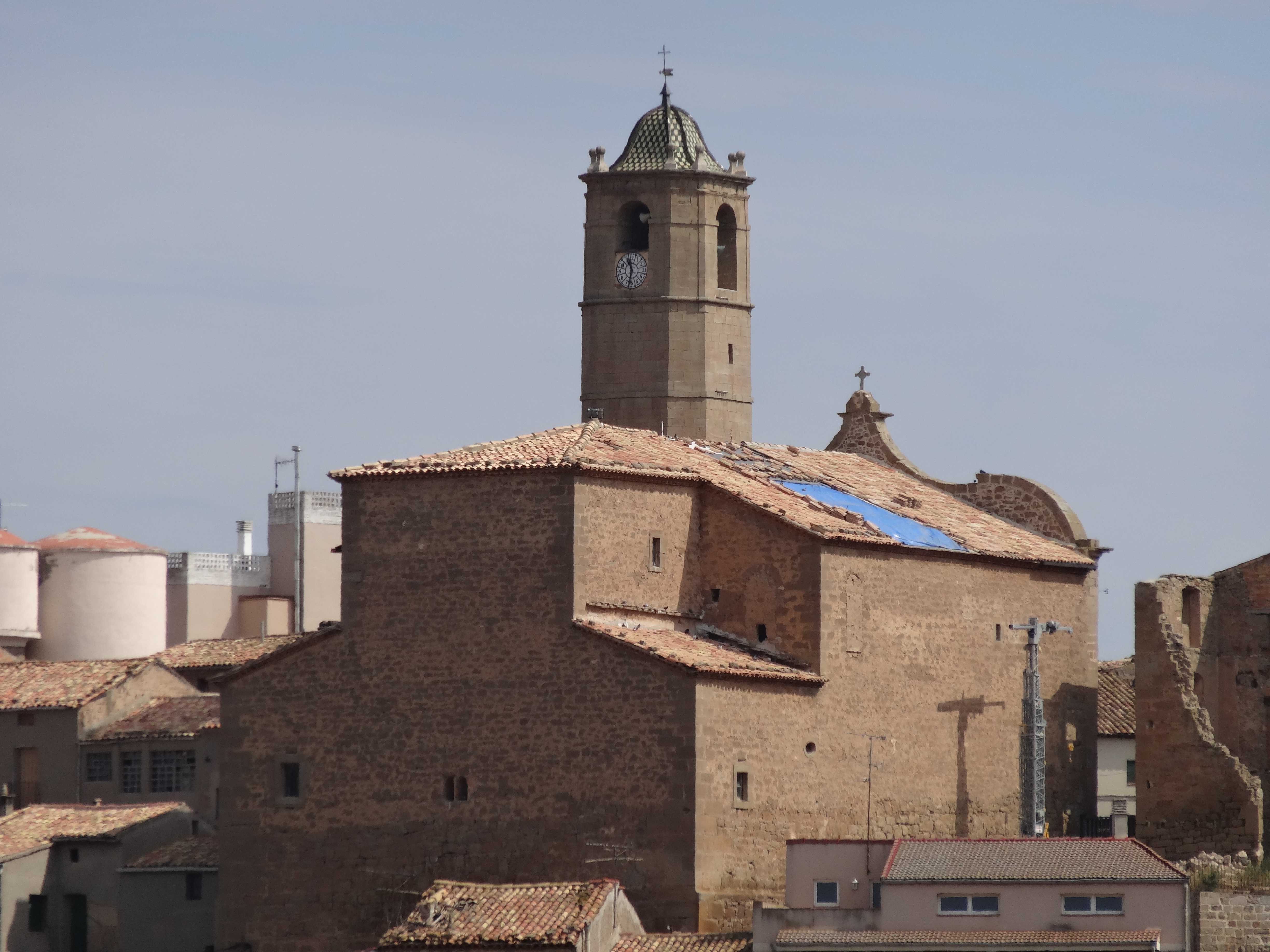
Peterskirche
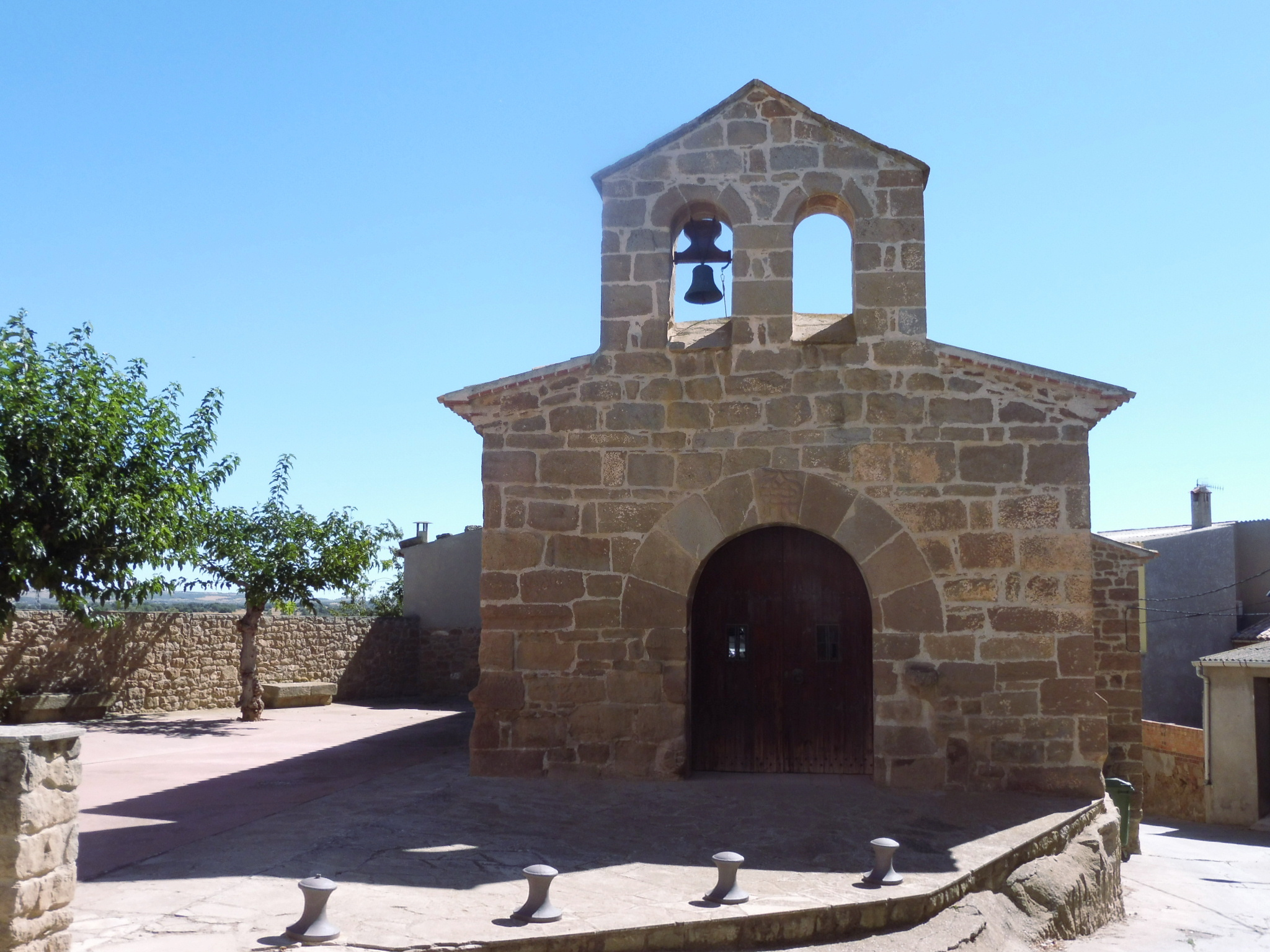
Michaeliskapelle